# Blåviken

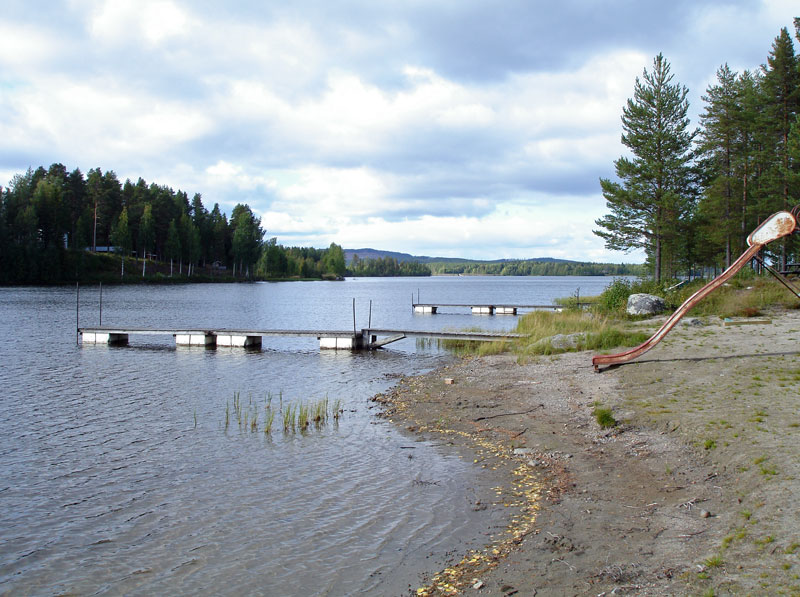
Badplatsen i Rusele vid Blåvikens övre del.

Blåviken är en sjö i Lycksele kommun i Lappland som ingår i Rusfors dämningsområde inom Umeälvens huvudavrinningsområde. Sjön har en area på 17,2 kvadratkilometer och är reglerad mellan 263 och 266 meter över havet. 